# Amélie von Leuchtenberg

Porträt Amélies von Leuchtenberg von Friedrich Dürck, 1839

Amélie Auguste Eugénie Napoléone von Leuchtenberg (* 31. Juli 1812 in Mailand; † 26. Januar 1873 in Lissabon),  auch Amelia und Amalia genannt, war durch ihre Heirat mit Kaiser Peter I. von 1829 bis 1831 Kaiserin von Brasilien.
Nach der Abdankung ihres Mannes ging sie gemeinsam mit ihm zunächst nach Frankreich, dann nach Portugal und führte den Titel einer Herzogin von Braganza.
Sie überlebte ihren Mann um fast 40 Jahre und heiratete, obwohl bei seinem Tod erst 22 Jahre alt, nie wieder. Die Witwe pendelte zwischen Portugal und Bayern und verbrachte die letzten Jahre ihres Lebens – vor allem nach dem für sie sehr schmerzlichen Tod ihres einzigen Kindes Maria Amalia – vollkommen zurückgezogen im Palast von Janelas Verdes in der Nähe von Lissabon.

## Familie

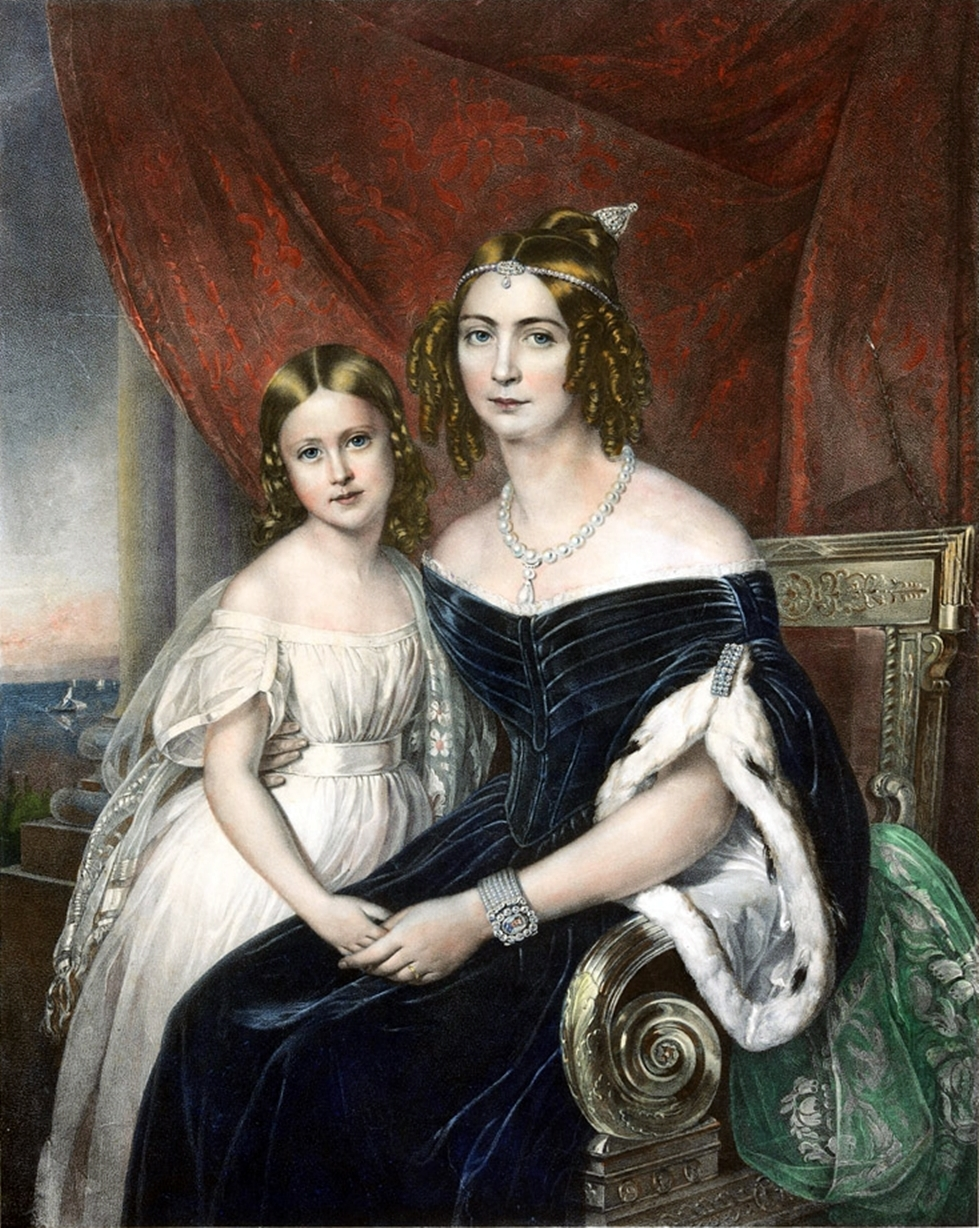
Amélie mit ihrer Tochter Maria Amalia, kolorierte Lithografie von Friedrich Dürck, etwa 1840

Amélie kam als viertes Kind und jüngste Tochter Eugène de Beauharnais’, Adoptivsohn aus Napoleons erster Ehe, und der Prinzessin Auguste von Bayern, Tochter des bayerischen Königs Maximilian I., in Mailand zur Welt. Ihr kompletter Name lautete Amélie Auguste Eugénie Napoléone de Beauharnais. Sie war Enkelin der ehemaligen Kaiserin Joséphine de Beauharnais und zudem Angehörige des bayerischen Königshauses. Der spätere Kaiser der Franzosen Napoléon III. war Amélies Vetter ersten Grades.
Im Jahr 1829 heiratete sie den brasilianischen Kaiser Peter I., den ehemaligen König Peter IV. von Portugal. Durch die Verbindung erhielt sie den Titel einer Kaiserin von Brasilien (als Ehefrau, nicht als Regentin aus eigenem Recht). Aus der Ehe ging eine Tochter hervor: Maria Amalia.

## Leben

### Kindheit und Jugend
Amélie verbrachte die ersten Lebensjahre in Mailand, wo ihr Vater als Vizekönig von Italien residierte. Nach der Abdankung Napoleons und dem Ende des Ersten Empires ging die Familie nach Bayern und suchte Zuflucht bei Amélies Großvater. Der erhob ihren Vater am 14. November 1817 zum Herzog von Leuchtenberg und Fürst von Eichstätt, sodass die Familie ein Auskommen hatte. Gleichzeitig legten die Eltern den Namen Beauharnais ab, um ihre Verbindung zum in Ungnade gefallenen Napoleon zu verbergen, und bezogen mit ihren Kindern das Palais Leuchtenberg in München, in dem Amélie den Rest ihrer Kindheit verbrachte.
Amélies Mutter gelang es, ihre Töchter trotz der napoleonischen Abstammung allesamt vorteilhaft zu verheiraten: 1823 hatte Amélies älteste Schwester Josephine den schwedischen König Oskar I. geheiratet, und die zweitälteste Leuchtenberg-Tochter Eugénie war seit 1826 mit dem Fürsten Konstantin von Hohenzollern-Hechingen verheiratet. 1827 schickte der verwitwete Kaiser Pedro I. von Brasilien, der ein Jahr zuvor seine erste Frau, die Habsburgerprinzessin Maria Leopoldine von Österreich, verloren hatte, den Marques von Barbacena als Gesandten nach Europa, um für ihn eine zweite Frau zu suchen. Um Pedros Ruf stand es aufgrund seiner außerehelichen Eskapaden, vor allem mit seiner Mätresse Domitília de Castro Canto e Melo, Markgräfin von Santos (portugiesisch Marquesa de Santos), nicht zum Besten. Nach Meinung vieler war seine erste Frau aus Gram darüber verstorben. Aus diesem Grunde hatte der Marques von Barbacena an allen europäischen Fürstenhöfen Ablehnungen erhalten. Erschwerend kam hinzu, dass der Kaiser von Österreich, Franz I., die Suche nach einer neuen Braut für Pedro boykottierte. Er wollte verhindern, dass mögliche Söhne aus einer zweiten Ehe seines Schwiegersohns anstatt Leopoldines Sohn den brasilianischen Thron besteigen könnten. Schließlich wurde Barbacena bei Amélies Großmutter Joséphine vorstellig. Nach langwierigen Verhandlungen wurde der Ehevertrag schlussendlich am 30. Mai 1829 in Canterbury unterschrieben. Er verpflichtete den Kaiser unter anderem dazu, sich von seiner bisherigen Mätresse zu trennen. Amélies Ehrenvormund König Ludwig I. ratifizierte den Vertrag am 25. Juli 1829 in München.

### Kaiserin von Brasilien

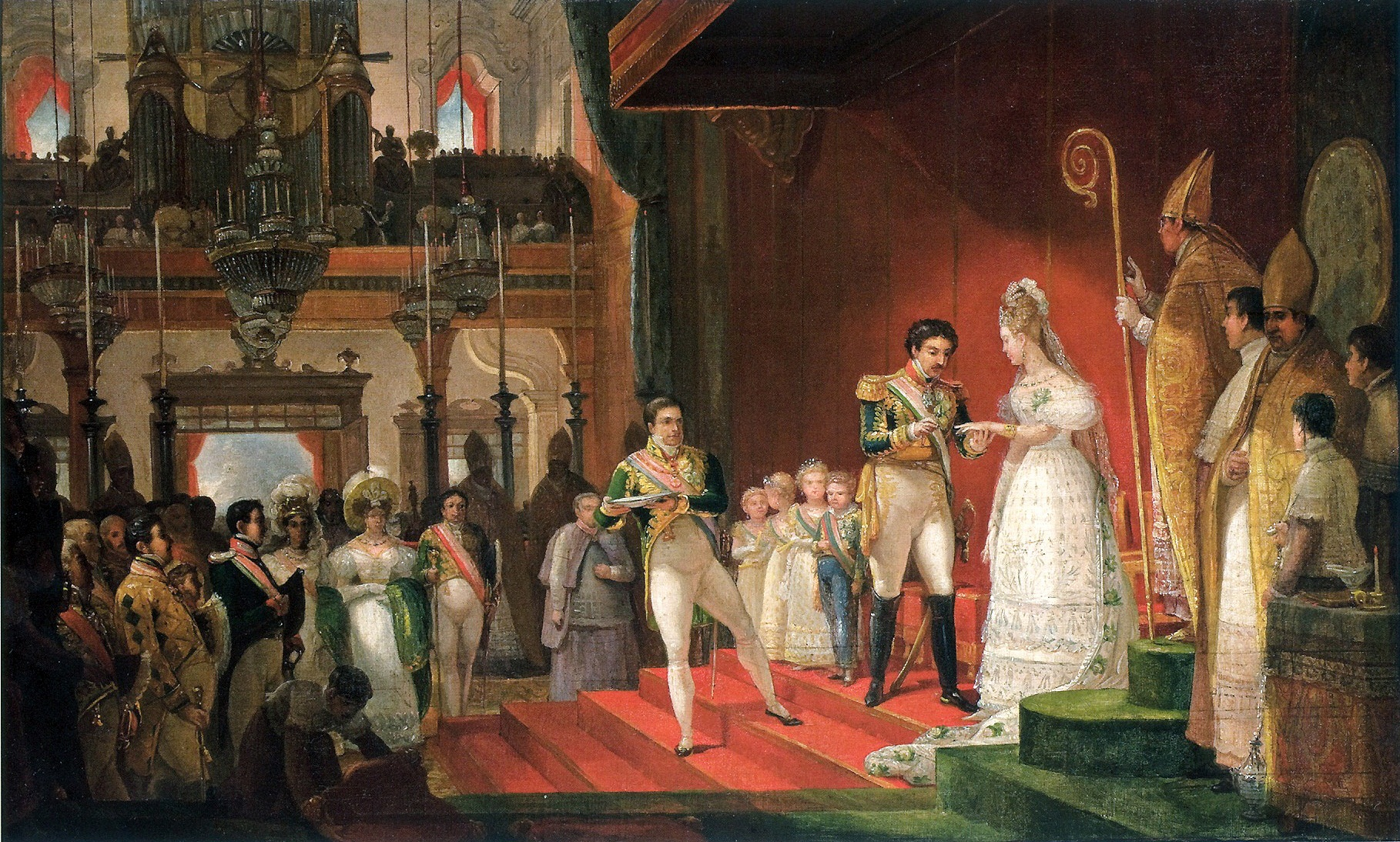
Hochzeit von Amélie von Leuchtenberg und Kaiser Peter I. 1829, Aquarell von Jean Baptiste Debret

Im Alter von 17 Jahren, nur zwei Tage nach ihrem Geburtstag, heiratete Amélie per procurationem am 2. August 1829 in der Kapelle des Palais Leuchtenberg Pedro I. von Brasilien. Der Bräutigam wurde bei der Zeremonie von Amélies Lieblingsonkel Prinz Karl Theodor von Bayern vertreten. Pedro stiftete anlässlich seiner Hochzeit mit Amélie den Rosenorden, dessen Motto „Liebe und Treue“ ist. Um in München eine prunkvolle Hochzeitsfeier ausrichten zu lassen, hatte Pedro I. eine große Summe Geld nach Bayern schicken lassen, doch die Braut hatte auf einer schlichten Feier bestanden und nutzte den Überschuss zur Gründung einer wohltätigen Stiftung.
Zwei Tage nach der Hochzeit verließ die frischgebackene Kaiserin von Brasilien ihre Heimatstadt, um zu ihrem Mann nach Südamerika zu reisen. Um Punkt 12 Uhr mittags verließ ein Tross aus acht Kutschen und zwei Gepäckwagen München. Amélie wurde auf der Reise von ihrem Bruder Auguste begleitet. Über Augsburg, von wo ihre Tante Hortense de Beauharnais sie nach Ulm begleitete, und Ostende ging es nach Portsmouth, wo das erste Treffen mit Maria da Glória, der ältesten Tochter aus Pedros I. erster Ehe, stattfand. Amélie war gerade einmal sieben Jahre älter als ihre Stieftochter. Von Portsmouth ging es am 30. August des Jahres weiter nach Brasilien. Auf der Reise dorthin wurde Amélie von dem Wissenschaftler Carl Friedrich Philipp von Martius, einem anerkannten Brasilien-Experten, auf das Leben in ihrer neuen Heimat vorbereitet, indem er sie Wissenswertes über das Land, ihre neuen Untertanen sowie über die Sitten und Gebräuche lehrte, während die brasilianische Gräfin von Itapagipe dafür zuständig war, ihrer neuen Kaiserin während der Überfahrt die portugiesische Sprache beizubringen.
Das Schiff traf am 16. Oktober 1829 im Hafen von Rio de Janeiro ein. Noch bevor Amélie ihren Fuß auf das brasilianische Festland setzte, traf sie schon auf dem Schiff zum ersten Mal ihren Ehemann. Ihren offiziellen Einzug in die Hauptstadt hielt sie erst am darauffolgenden Tag unter großem Jubel der brasilianischen Bevölkerung. Am Nachmittag des 17. Oktober 1829 zelebrierte der Erzbischof von Rio de Janeiro, José Caetano da Silva Coutinho, eine zweite Hochzeitszeremonie in der kaiserlichen Kapelle, bei dem ein Te Deum gesungen wurde, das Kaiser Pedro I. selbst komponiert hatte. Nach der Zeremonie fanden weitere Feierlichkeiten im Stadtpalast der kaiserlichen Familie statt. Weitere Empfänge und Festlichkeiten folgten, mit denen die ersten Monate nach der Hochzeit des Kaiserpaars ausgefüllt waren. Es zog gemeinsam mit Amélies vier Stiefkindern in die offizielle kaiserliche Residenz Paço de São Cristóvão. Dort war Amélie ihnen eine sehr fürsorgliche Mutter und kümmerte sich rührend um die Halbwaisen. Die Erziehung ihrer Stieftöchter überwachte sie selbst, allerdings weigerte sie sich, auch die unehelichen Kinder ihres Mannes mit seiner ehemaligen Mätresse Domitília am Hof erziehen zu lassen. Von ihren Stiefkindern innig geliebt, war ihr Ansehen bei den brasilianischen Höflingen nicht so gut. Zwar hatte sie den Klüngel der Domitília de Castro Canto e Melo vom Kaiserhof entfernt, um dann jedoch ihre eigenen bayerischen Günstlinge zu installieren. Zudem ersetzte sie die eher losen Gebräuche im Palast durch die starre Etikette europäischer Höfe und führte Französisch als Hofsprache ein, was bei den Brasilianern zu äußerstem Befremden führte. Sie gaben ihr den verächtlichen Beinamen „die Fremde“.

### Exil in Frankreich

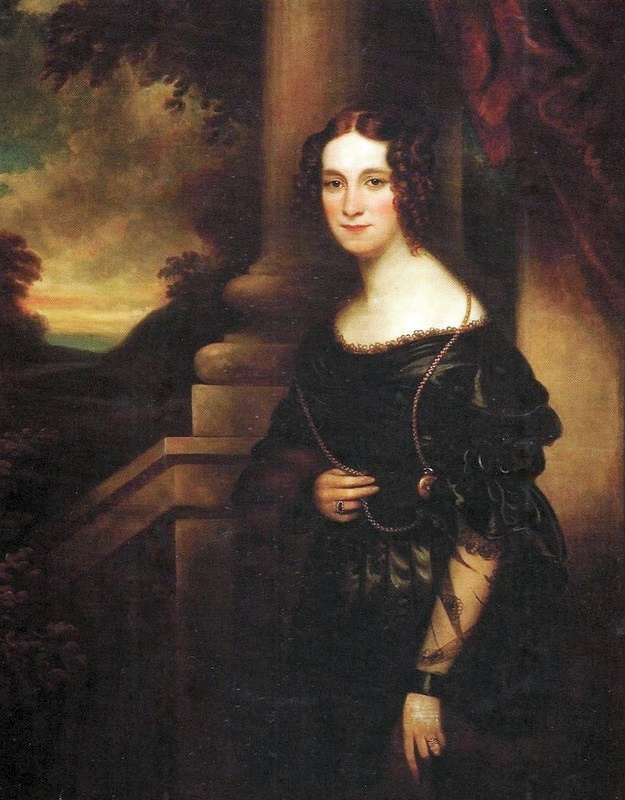
Porträt Amélies von Franz Xaver Winterhalter

Diverse finanzielle und politische Probleme zwangen Pedro I. am 7. April 1831 zugunsten seines Sohnes Pedro II. abzudanken. Noch in der gleichen Nacht verließen Amélie und ihr Mann mit der ältesten Tochter Maria da Glória in aller Heimlichkeit die kaiserliche Residenz, um an Bord eines britischen Kriegsschiffs zu gehen, das im Hafen Rio de Janeiros lag. Dies brachte sie nach Europa, wo sie als Herzog und Herzogin von Braganza anfänglich in London residierten. Die Überfahrt gestaltete sich für Amélie als sehr beschwerlich, denn sie war im vierten Monat schwanger. Da das Leben in der britischen Hauptstadt auf Dauer aber zu kostspielig wurde, ging das Paar nach Paris, wo es bei Louis-Philippe und seiner Frau Maria Amalia von Neapel-Sizilien unterkam. In der französischen Hauptstadt brachte Amélie am 1. Dezember 1831 ihr einziges Kind, die Tochter Maria Amalia zur Welt, für die das französische Königspaar die Patenschaft übernahm.
Kurz danach verließ sie ihr Mann in Richtung Portugal, um in den Krieg gegen seinen Bruder Michael zu ziehen. Dieser hatte den portugiesischen Thron usurpiert, und Pedro schickte sich an, im sogenannten Miguelistenkrieg diesen für die rechtmäßige Herrscherin, seine Tochter Maria da Glória, zurückzuerobern, was ihm auch gelang. Amélie folgte ihrem Mann im September 1833 nach Portugal, wo das Paar den Palácio Nacional de Queluz in der Nähe von Lissabon bezog. Schwer von Tuberkulose gekennzeichnet, starb Pedro dort am 24. September 1834 und ließ Amélie als 22-jährige Witwe mit einer kleinen Tochter zurück.

### Leben in Portugal und Bayern
Einen weiteren Schicksalsschlag musste die Ex-Kaiserin im März 1835 verkraften. Ihr geliebter Bruder Auguste, der gerade einmal rund vier Monate zuvor Amélies Stieftochter Maria da Glória, die mittlerweile als Maria II. portugiesische Königin war, geheiratet hatte, starb an einer Angina. Sie zog sich daraufhin in den Palast von Janelas Verde (heute Museu Nacional de Arte Antiga) zurück und widmete sich ausschließlich der Erziehung ihrer Tochter Maria Amalia. Sie nahm nicht einmal an der zweiten Hochzeit Marias II. mit Ferdinand von Sachsen-Coburg und Gotha teil. Ab 1838 hielt sich Amélie in Bayern auf und traf dort ihre Familie wieder. Unter ihren Aufenthaltsorten war auch Seeon im bayerischen Chiemgau, dessen Schloss von 1852 bis 1933 zum Sitz der Leuchtenberger wurde.
Die Herzogin von Braganca beabsichtigte, ihre mittlerweile 20-jährige Tochter mit Erzherzog Ferdinand Maximilian Joseph Maria von Österreich, dem Bruder des Kaisers von Österreich, zu verloben, als bei Maria Amalia ebenfalls Anzeichen von Tuberkulose erkennbar wurden. Ihre Mutter zog daraufhin mit ihr im August 1852 wegen des milden Klimas nach Funchal auf Madeira, doch Amélies Tochter starb am 4. Februar 1853 an der gleichen Krankheit wie ihr Vater. Die Herzogin gründete daraufhin zum Andenken an ihre Tochter ein Hospital zur Pflege von Tuberkulose-Patienten.

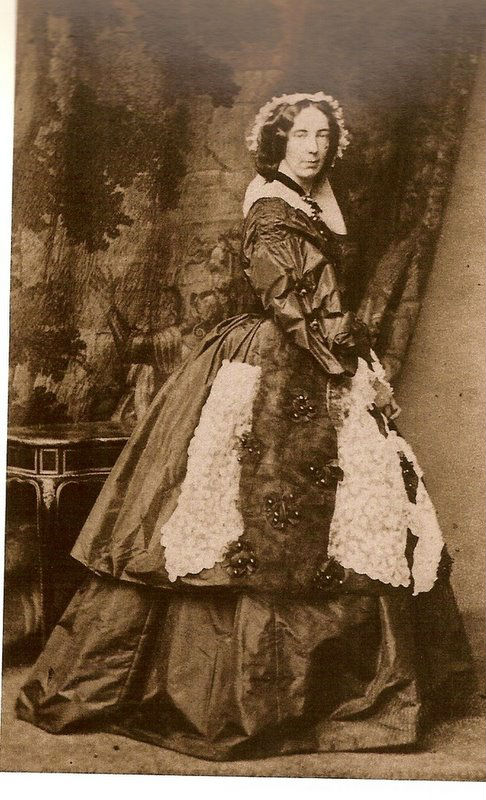
Die Ex-Kaiserin in späteren Jahren

Nach dem Tod von Amélies Stieftochter Maria II., zu welcher der Kontakt allmählich abgerissen war, bestieg Marias Sohn Peter V. den portugiesischen Thron. Er und seine Frau Stephanie von Hohenzollern-Sigmaringen pflegten eine enge Beziehung zu Amélie und besuchten sie regelmäßig, doch die Ex-Kaiserin verlor auch diese beiden liebgewonnenen Personen durch einen verfrühten Tod. Peter V. starb 1861 nur zwei Jahre, nachdem er seine Frau verloren hatte. Dieser Schicksalsschlag und eine Herzerkrankung sorgten dafür, dass Amélie ihre Appartements im Palast von Janelas Verde nicht mehr verließ und vollkommen zurückgezogen lebte. Eine der wenigen Zerstreuungen in den letzten Jahren ihres Lebens war Mitte des Jahres 1871 das Wiedersehen mit ihrem Stiefsohn Pedro II., der sich gemeinsam mit seiner Frau Teresa Maria Cristina von Neapel-Sizilien auf einer Europareise befand.
Im März 1872 war Amélie so ernsthaft krank, dass sie sich nicht mehr davon erholte. Sie starb im Kreise einer Handvoll sehr enger Freunde am 26. Januar 1873 mit 61 Jahren in Lissabon. Alleinerbin war ihre einzige noch lebende Schwester Joséphine. Außerdem hatte Amélie testamentarisch rund 30 karitative Einrichtungen in ganz Europa bedacht und bestimmt, dass sämtliche ihrer Dokumente im Zusammenhang mit der Herrschaft ihres Mannes sowie mit der Geschichte Brasiliens nach Rio de Janeiro gebracht werden sollten. Dank dieser Verfügung besitzt das Kaiserliche Museum von Petrópolis ein umfangreiches Archiv zum ersten Kaiser von Brasilien.
Amélie von Leuchtenberg wurde zunächst in der braganzischen Familiengruft Panteão da Casa de Bragança im Kloster São Vicente de Fora in Lissabon begraben, ehe ihre sterblichen Überreste 1982 nach Brasilien überführt wurden, um sie in einer Krypta unter dem Unabhängigkeitsdenkmal in Ipiranga, einem Stadtteil von São Paulo, an der Seite ihres Mannes und dessen erster Frau zu bestatten.

## Vorfahren
| Ahnentafel Amélie von Leuchtenberg | Ahnentafel Amélie von Leuchtenberg                                                         | Ahnentafel Amélie von Leuchtenberg                                                         | Ahnentafel Amélie von Leuchtenberg                                                         | Ahnentafel Amélie von Leuchtenberg                                                         | Ahnentafel Amélie von Leuchtenberg                                                                       | Ahnentafel Amélie von Leuchtenberg                                                                       | Ahnentafel Amélie von Leuchtenberg                                                                       | Ahnentafel Amélie von Leuchtenberg                                                                       |
| ---------------------------------- | ------------------------------------------------------------------------------------------ | ------------------------------------------------------------------------------------------ | ------------------------------------------------------------------------------------------ | ------------------------------------------------------------------------------------------ | --- | --- | --- | --- |
| Urgroßeltern                       | François de Beauharnais ⚭ Marie Anne Henriette Francoise Pyvart de Chastullé               | François de Beauharnais ⚭ Marie Anne Henriette Francoise Pyvart de Chastullé               | Joseph-Gaspard Tascher de La Pagerie ⚭ Rose-Claire des Vergers de Sannois                  | Joseph-Gaspard Tascher de La Pagerie ⚭ Rose-Claire des Vergers de Sannois                  | Friedrich Michael von Pfalz-Birkenfeld (1724–1767) ⚭ 1746 Maria Franziska von Pfalz-Sulzbach (1724–1794) | Friedrich Michael von Pfalz-Birkenfeld (1724–1767) ⚭ 1746 Maria Franziska von Pfalz-Sulzbach (1724–1794) | Georg Wilhelm von Hessen-Darmstadt (1722–1782) ⚭ 1748 Luise zu Leiningen-Dagsburg-Falkenburg (1729–1818) | Georg Wilhelm von Hessen-Darmstadt (1722–1782) ⚭ 1748 Luise zu Leiningen-Dagsburg-Falkenburg (1729–1818) |
| Großeltern                         | Alexandre de Beauharnais (1760–1794) ⚭ 1779 Joséphine de Tascher de la Pagerie (1763–1814) | Alexandre de Beauharnais (1760–1794) ⚭ 1779 Joséphine de Tascher de la Pagerie (1763–1814) | Alexandre de Beauharnais (1760–1794) ⚭ 1779 Joséphine de Tascher de la Pagerie (1763–1814) | Alexandre de Beauharnais (1760–1794) ⚭ 1779 Joséphine de Tascher de la Pagerie (1763–1814) | Maximilian I. Joseph von Bayern (1756–1825) ⚭ 1785 Auguste Wilhelmine von Hessen-Darmstadt (1765–1796)   | Maximilian I. Joseph von Bayern (1756–1825) ⚭ 1785 Auguste Wilhelmine von Hessen-Darmstadt (1765–1796)   | Maximilian I. Joseph von Bayern (1756–1825) ⚭ 1785 Auguste Wilhelmine von Hessen-Darmstadt (1765–1796)   | Maximilian I. Joseph von Bayern (1756–1825) ⚭ 1785 Auguste Wilhelmine von Hessen-Darmstadt (1765–1796)   |
| Eltern                             | Eugène de Beauharnais (1781–1824) ⚭ 1806 Auguste von Bayern (1788–1851)                    | Eugène de Beauharnais (1781–1824) ⚭ 1806 Auguste von Bayern (1788–1851)                    | Eugène de Beauharnais (1781–1824) ⚭ 1806 Auguste von Bayern (1788–1851)                    | Eugène de Beauharnais (1781–1824) ⚭ 1806 Auguste von Bayern (1788–1851)                    | Eugène de Beauharnais (1781–1824) ⚭ 1806 Auguste von Bayern (1788–1851)                                  | Eugène de Beauharnais (1781–1824) ⚭ 1806 Auguste von Bayern (1788–1851)                                  | Eugène de Beauharnais (1781–1824) ⚭ 1806 Auguste von Bayern (1788–1851)                                  | Eugène de Beauharnais (1781–1824) ⚭ 1806 Auguste von Bayern (1788–1851)                                  |
| Amélie von Leuchtenberg            |                                                                                            |                                                                                            |                                                                                            |                                                                                            | | | | |

## Film
- Napoleons Erben in Bayern. Die Herzöge von Leuchtenberg, BR-Filmdokumentation von Bernhard Graf 2020.